# Willy Marlow
Willy Marlow (auch: Willi Marlow; * 5. Juli 1928 in Demmin; † 17. Mai 2007 in Ahrenshoop, Ortsteil Althagen) war ein deutscher Politiker (SED). Er war Vorsitzender des Rats des Bezirks Rostock.

## Leben
Marlow, Sohn einer Arbeiterfamilie, besuchte die Volks- und Mittelschule. Er absolvierte eine Lehre zum Elektriker und arbeitete anschließend in diesem Beruf im Gaswerk Demmin. Ab 1944 war er Matrosenhelfer, 1945 wurde er zur Wehrmacht eingezogen und geriet in britische Kriegsgefangenschaft.
1945 trat er der KPD bei, 1946 wurde er Mitglied der SED. Marlow gehörte zu den Begründern der FDJ in Demmin. Von 1948 bis 1949 war er Sekretär der SED-Kreisleitung Demmin und von 1950 bis 1951 Erster Sekretär der SED-Kreisleitung Neustrelitz bzw. Rostock. 1951/1952 studierte er an der Parteihochschule „Karl Marx“ und war anschließend von 1952 bis 1958 Mitarbeiter, Sektorenleiter bzw. stellvertretender Leiter der Abteilung Leitende Organe der Parteien und Massenorganisationen im ZK der SED. Von 1958 bis 1966 wirkte er als Erster Sekretär der SED-Kreisleitung Greifswald. Marlow nahm ein Fernstudium an der Universität Rostock auf, das er 1969 als Diplom-Ingenieurökonom abschloss
Ab 1966 war er Erster Stellvertreter des Vorsitzenden, ab Juni 1969 Vorsitzender des Rats des Bezirks Rostock. Marlow war zudem Mitglied des Sekretariats der SED-Bezirksleitung Rostock sowie Abgeordneter des Bezirkstags.
Im Februar 1986 wurde Marlow von der Funktion als Vorsitzender des Rats des Bezirks Rostock „aus gesundheitlichen Gründen und auf eigenen Wunsch“ entbunden sowie invalidisiert. Anschließend war er noch ehrenamtlich als Seminarlehrer für Staat und Recht im Fernstudienlehrgang der Parteihochschule der SED an der Außenstelle Rostock tätig.

## Auszeichnungen
- Vaterländischer Verdienstorden in Bronze (1964), in Silber (1970) und in Gold
- Ehrenspange zum Vaterländischen Verdienstorden in Gold (1988)